# Austropallene brachyura
Austropallene brachyura är en havsspindelart som först beskrevs av Bouvier, E.L. 1911.  Austropallene brachyura ingår i släktet Austropallene och familjen Callipallenidae. Inga underarter finns listade.